# تسلسل زمني للتاريخ الإسلامي
هذا المقال عبارة عن خط زمني لأهم الأحداث في تاريخ الإسلام.
يرتبط موضوع التسلسل الزمني للتاريخ الإسلامي بالتقويم الميلادي والهجري في تاريخ الإسلام

## التقويم الميلادي
النبي محمد وخلفائه الراشدين
- القرن 6 ميلادي (126 ق هـ – 23 ق هـ)

الخلافة الأموية والخلافة العباسية والدول التابعة لهم
- القرن 7 م (23 ق هـ – 81 هـ)
- القرن 8 م (81 هـ – 184 هـ)
- القرن 9 م (184 هـ – 288 هـ)
- القرن 10 م (288 هـ – 391 هـ)
- القرن 11 م (391 هـ – 494 هـ)
- القرن 12 م (494 هـ – 597 هـ)
- القرن 13 م (597 هـ – 700 هـ)
- القرن 14 م (700 هـ – 803 هـ)

دول إقليمية وسلالات (الدولة العثمانية والدولة الصفوية ومغول الهند)
- القرن 15 م (803 هـ – 906 هـ)
- القرن 16 م (906 هـ – 1009 هـ)
- القرن 17 م (1009 هـ – 1112 هـ)
- القرن 18 م (1112 هـ – 1215 هـ)
- القرن 19 م (1215 هـ – 1318 هـ)

الحقبة الاستعمارية ودول قومية مابعد الإستعمار
- القرن 20 م (1318 هـ – 1421 هـ)
- القرن 21 م (1421 هـ – 1524 هـ)

## تقويم هجري
التاريخ الهجري مقابل الميلادي
- القرن 1 هـ (622 م – 719 م)
- القرن 2 هـ (719 م - 816 م)
- القرن 3 هـ (816 م - 913 م)
- القرن 4 هـ (913 م - 1009 م)
- القرن 5 هـ (1009 م - 1106 م)
- القرن 6 هـ (1106 م - 1203 م)
- القرن 7 هـ (1203 م - 1299 م)
- القرن 8 هـ (1299 م - 1397 م)
- القرن 9 هـ (1397 م - 1495 م)
- القرن 10 هـ (1495 م - 1591 م)
- القرن 11 هـ (1591 م - 1688 م)
- القرن 12 هـ (1688 م - 1785 م)
- القرن 13 هـ (1785 م - 1883 م)
- القرن 14 هـ (1883 م - 1980 م)
- القرن 15 هـ (1980 م - )

## القرن الثامن الميلاديالنصف الثاني من الفترةالدولة الأمويةوما بعدها - (701-800)
- مبايعة يزيد بن عبد الملك خليفة أموي

724 م
- وفاة يزيد بن عبد الملك
- مبايعة هشام بن عبد الملك خليفة أموي

725 م
- جيوش المسلمين في زمن الدولة الأموية تجتاج جنوبي غالة فرنسا وامتداد الدولة الأموية

732 م
- معركة بلاط الشهداء فرنسا

735 م
- المسلمين الأمويون يلاقون الفرنجة في أفينون في فرنسا
- الدولة الأموية ووصولها إلى قلب آسيا وحدود الصين وإلى حدود فرنسا في أوروبا لتكون الالدولة الأموية بذلك أكبر دولة إسلامية في التاريخ وعاصمتها دمشق.

740 م
- ثورة شيعية تحت قيادة زيد بن علي
- ثورة البربر في شمال أفريقيا

741 م
- معركة بغدورة في شمال أفريقيا

742 م
- مسلمة بن عبد الملك في قيروان

743 م
- وفاة الخليفة هشام بن عبد الملك
- مبايعة الوليد بن يزيد خليفة أموي
- ثورة شيعية في خراسان تحت قيادة يحيى بن زيد

744 م
- تنحية الوليد بن يزيد
- يزيد بن الوليد خليفة أموي
- مبايعة إبراهيم خليفة أموي
- معركة عين الجر
- مبايعة مروان بن محمد خليفة أموي

745 م
- السيطرة على الكوفة والموصل من قبل الخوارج

746 م
- معركة روبرثوثا
- استرداد الكوفة والموصل من قبل الخليفة الأموي مروان بن محمد وهزيمة المتمردين

747 م
- ثورة أبو مسلم الخراساني في خراسان

748 م
- معركة الري

749 م
- معركة أصفهان
- معركة نهواند
- السيطرة على الكوفة من قبل العباسيين
- مبايعة السفّاح خليفة عباسيًا في الكوفة

750 م
- معركة الزاب
- نهاية دولة الأمويين

## نهاية الدولة الأموية وقيام الدولة العباسية
751 م
- السيطرة على واسط من قبل العباسيين
- قتل الوزير أبو سلمة
- معركة طلاس مع سلالة تانغ الصينية

754 م
- موت أبُو العبَّاس السفَّاح
- مبايعة أبو جعفر المنصور خليفة

755 م
- ثورة عبد الله بن علي
- مقتل أبو مسلم الخراساني
- ثورة سُنباذ المجُوسي في خراسان

756 م
- عبد الرحمن الداخل يؤسس دولة أموية في الأندلس

763 م
- تأسيس بغداد
- هزيمة العباسيين على يد الخليفة الأموي عبد الرحمن الداخل صقر قريش مؤسس الدولة الأموية في الاندلس

767 م
- الخوارج يؤسسون دولة بنو مدرار بقيادة ابن مدرار في سجلماسة بـ المغرب
- ثورة في خراسان

772 م
- معركة جنبي في شمال أفريقيا
- الدولة الرستمية تقام في المغرب الأوسط

775 م
- موت أبو جعفر المنصور
- مبايعة المهدي

777 م
- معركة سرقسطة في الأندلس

778
- ثورة المقنع بخرسان.

785 م
- موت الخليفة المهدي
- مبايعة الهادي

786 م
- موت الهادي
- مبايعة هارون الرشيد

788 م
- الأدارسة يقيمون دولة في المغرب
- موت عبد الرحمن الداخل في الأندلس ومبايعة هشام بن عبد الرحمن

792 م
- غزوات بحرية على جنوبي فرنسا

796 م
- موت هشام في الأندلس
- مبايعة الحكم الأول

799 م
- إخماد ثورة الخزر

800 م
- تأسيس دولة الأغالبة في شمال أفريقيا

## القرن التاسع الميلادي
803 م
- سجن البرامكة وعلى رأسهم جعفر برمكي

805 م
- حملات ضدّ بيزنطيين
- السيطرة على الجزائر ورودوس وقبرص

809 م
- موت هارون الرشيد
- مبايعة الأمين

814 م
- حرب أهليّة بين الأمين والمأمون
- مقتل الأمين ومبايعة المأمون خليفة

815 م
- ثورة شيعية تحت قيادة ابن طوبة

816 م
- ثورة شيعية في مكّة المكرّمة
- هرسما يخمد الثورة
- في الأندلس الأمويين يسيطرون على جزيرة كورسيكا

817 م
- قتل هرسما

818 م
- أمويي الأندلس يسيطرون على جزر الأولبيز، مايوركا، وسردينيا

820 م
- طاهر بن الحسين يؤسّس دولة الطاهريين في خراسان

822 م
- موت الحكم الأول في الأندلس

مبايعة عبد الرحمن الثاني
823 م
- موت طاهر في خراسان
- مبايعة طلحة وتنحيته
- مبايعة عبد اللّه بن الطاهر

827 م
- المأمون يعتمد الاعتزال عقيدة الدولة
- أسد بن الفرات يغزو صقلية.

833 م
- موت المأمون ومبايعة المعتصم

836 م
- المعتصم يغيّر العاصمة إلى سامراء

837 م
- ثورة العبيد

838 م
- اخماد ثورة بابك الخرمي في أذربيجان

839 م
- ثورة مزير في تبريستن
- يحتلّ ال مسلمون جنوب إيطاليا
- السيطرة على مدينة مسينا في صقلية
- الفتح الإسلامي لعمورية

842 م
- موت المعتصم
- مبايعة الواثق

843 م
- ثورات البدو

847 م
- موت الواثق ومبايعة المتوكل.
- تأسيس إمارة باري الإسلامية جنوب إيطاليا

850 م
- المتوكل يعيد المذهب السني مذهباً للدولة

849 م
- موت الحاكم الطاهري عبدالله بن طاهر
- مبايعة طاهر الثاني

852 م
- موت الخليفة عبد الرحمن الثاني في الأندلس
- مبايعة محمد الأول

858 م
- المتوكل يؤسّس مدينة الجعفرية

860 م
- أحمد يؤسّس الدولة السامانية في ترنسإكسينا

861 م
- قتل الخليفة العباسي المتوكل
- مبايعة المنتصر

862 م
- اغتيال الخليفة المنتصر بالسّم
- مبايعة المستعين

864 م
- تأسيس دولة زيدية في تبريستان بقيادة حسن بن زيد

866 م
- تنحية المستعين ومبايعة المعتز

867 م
- يعقوب بن ليث الصفار يؤسس دولة الصفاريين في سيستان

868 م
- أحمد بن طولون يؤسس دولة الطولونيين في مصر

869 م
- الخليفة العباسي المعتز يجبر على أن يتنازل عن الخلافة ومبايعة المهتدي

870 م
- ثورة تركية ضدّ المهتدي وموته
- مبايعة المعتمد

873 م
- إسقاط الحكم الطاهري

874 م
- ثورة الزنج في جنوب العراق
- موت الحاكم الساماني أحمد
- مبايعة نصر الأول

877 م
- موت يعقوب بن الليث الصفَّار في سيستان
- مبايعة عمر بن ليث

885 م
- موت أحمد بن طولون في مصر
- مبايعة خمرويه

886 م
- موت محمد الأول الخليفة الأموي في الأندلس
- مبايعة المنذر
- موت عبد الله بن عمر الحباري حاكم السند

888 م
- موت المنذر الخليفة الأموي في الأندلس
- مبايعة عبد الله بن محمد

891 م
- تأسيس دولة القرامطة في البحرين

892 م
- موت الخليفة العباسي المعتمد
- مبايعة خليفة عباسي المعتضد
- موت الحاكم الساماني نصر ومبايعة إسماعيل الأول

894 م
- الرستميين في الأندلس

896 م
- موت الحاكم الطولوني خمروييه

897 م
- مبايعة أبو موسى هارون

898 م
- القرامطة يسيطرون على البصرة

## القرن العاشر الميلادي
902
- خلافة المكتفي

908
- خلافة المقتدر

909
- انتصار أبي عبد الله على آخر الأغالبة ودعوته للعبيديين

928
- القرامطة يدخلون مكة ويحملون الحجر الأسود منها

969
- جوهر الصقلي يستولي على مصر لصالح العبيديين
- تأسيس مدينة القاهرة

## القرن الحادي عشر الميلادي
1006
- محمود الغزنوي يهزم ايلك خان التركستاني

1037
- طغرل بك يستولي على خرسان

1055
- دخول طغرل بك إلى بغداد

1062
- قيام دولة المرابطين في المغرب

1071
- ألب أرسلان ينتصر في ملاكرد

1086
- يوسف بن تاشفين يهزم الأسبان في الزلاقة

1090
- يوسف بن تاشفين يعزل ملوك الطوائف

1099
- الصليبيون يستولون على القدس

## القرن الثاني عشر الميلادي
1121
- محمد بن تومرت يؤسس دولة الموحدين

1150
- الغوريون يدمرون غزنة

1154
- نور الدين زنكي يضم دمشق إلى ملكه

1157
- سقوط دولة السلاجقة

1171
- صلاح الدين الأيوبي يقضي على الفاطميين

1187
- صلاح الدين الأيوبي يهزم الصليبيين في حطين

1193
- وفاة صلاح الدين الأيوبي

1195
- يعقوب المنصور يهزم الصليبيين في معركة الأرك

1199
- وفاة القاضي الفاضل أبو علي محي الدين اللخمي وزير صلاح الدين وصاحب الطريقة الفاضلة في الإنشاء.

## القرن الثالث عشر الميلادي
1201
- وفاة عماد الدين الأصفهاني كاتب صلاح الدين ومؤرخه.

1202
- ثورة يحي بن غانية واستيلائه على بلاد أفريقيا. وقد تدخل محمد الناصر لمحاربته.

1212
- حملة الأطفال الصليبية

1212
- هزيمة محمد الناصر الموحدي في معركة العقاب أمام ألفونسو الثامن.

1220
- المغول يكتسحون خوارزم وبخارى وسمرقند

1225
- قيام دولة المرينيين في المغرب
- قيام دولة بني زيان في الجزائر
- قيام دولة بنو حفص في تونس
- قيام دولة بنى هود في الأندلس

1258
- المغول يدخلون بغداد بقيادة هولاكو

1260
- المماليك ينتصرون على المغول في عين جالوت

## القرن الرابع عشر الميلادي
1326
- أورخان يفتح بورصة

1357
- أورخان يفتح غاليبولي

1369
- تيمور لنك يستولي على خرسان

1389
- معركة قوصوة

1390
- العثمانيون يفتحون آلا شهر

## القرن الخامس عشر الميلادي
1400
- تيمور لنك يدخل سيواس

1402
- انهزام العثمانيين في أنقرة

1416
- انهزام العثمانيين أمام الأسطول البندقي قرب غاليبولي.

1430
- فتح سالونيك على يد مراد الثاني

1453
- محمد الفاتح يفتح القسطنطينية

1461
- العثمان يخضعون المورة
- العثمانيون يقضون على سلالة كومنينس في طرابزون

1468
- العثمانيون يخضعون الألبانيين

1469
- حسن قوصون يقهر أبا سعيد التيموري
- حسين بايقرا يستقل في هراة

1470
- البنادقة يخسرون نغربونت في جزيرة أوبه لصالح العثمانيين

1473
- محمد الفاتح يهزم حسن قوصون في ترجان

1492
- سقوط غرناطة آخر معاقل المسلمين في الأندلس

## القرن السادس عشر الميلادي
1514
- انتصار العثمانيين على الصفويين في معركة جالدرين.

1516
- أنتصار العثمانيين على الممالك في معركة مرج دابق.

1517
- العثمانيين يهزمون طومان باي آخر الممالك في معركة الريادنة ويدخلون مصر.

1520
- تولي السلطان سليمان القانوني الحكم بعد وفاة والده سليم الأول.

1522
- فتح رودس بقيادة سليمان القانوني.

1534
- استيلاء العثمانيين على تبريز وبغداد.

1548
- بيري رئيس يضم عدن إلى العثمانيين.

1550
- بيري رئيس يضم مسق إلى العثمانيين.

1566
- وفاة السلطان سليمان قرب سكتوار

1570
- فتح قبرص وضمها إلى الإمبراطورية العثمانية.

1571
- معركة ليبانتو البحرية.

1578
- السعديون ينتصرون على البرتغال في نعركة وادي المخازن.

1591
- أحمد المنصور الذهبي يستولي على إمبراطورية الصونغاي.